# Манільська обсерваторія
Манільська обсерваторія (спочатку називалася Манільська муніципальна метеорологічна обсерваторія Атенео) — геофізична та астрономічна обсерваторія, розташована на кампусі Манільського університету Атенео в місті Кесон-Сіті, Філіппіни. Обсерваторія займалась прогнозуванням погоди та дослідженням землетрусів, а сьогодні досліджує клімат, сейсмічні та геомагнітні явища, а також радіо- та сонячну фізику.

## Історія

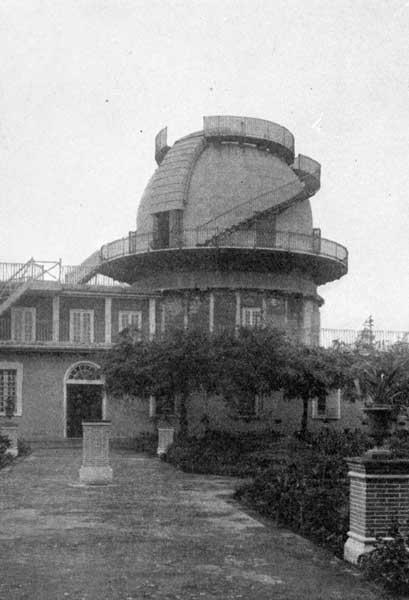
Манільська обсерваторія в 1923 році

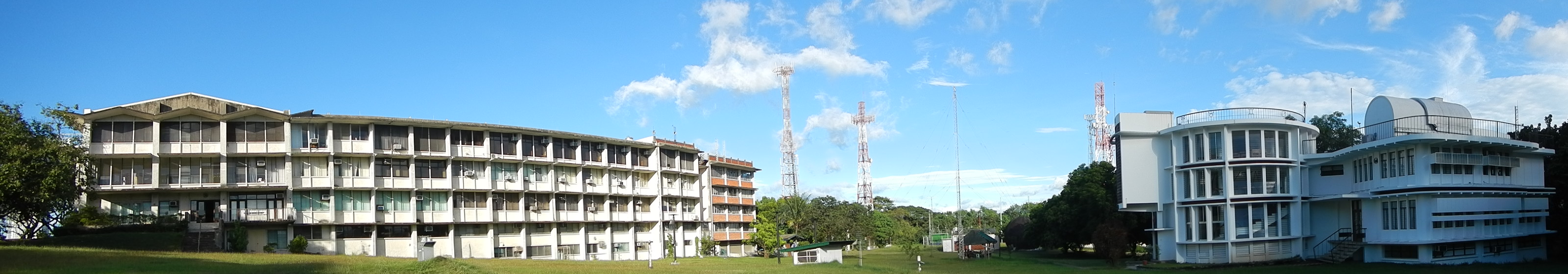
Манільська обсерваторія в 2013 році

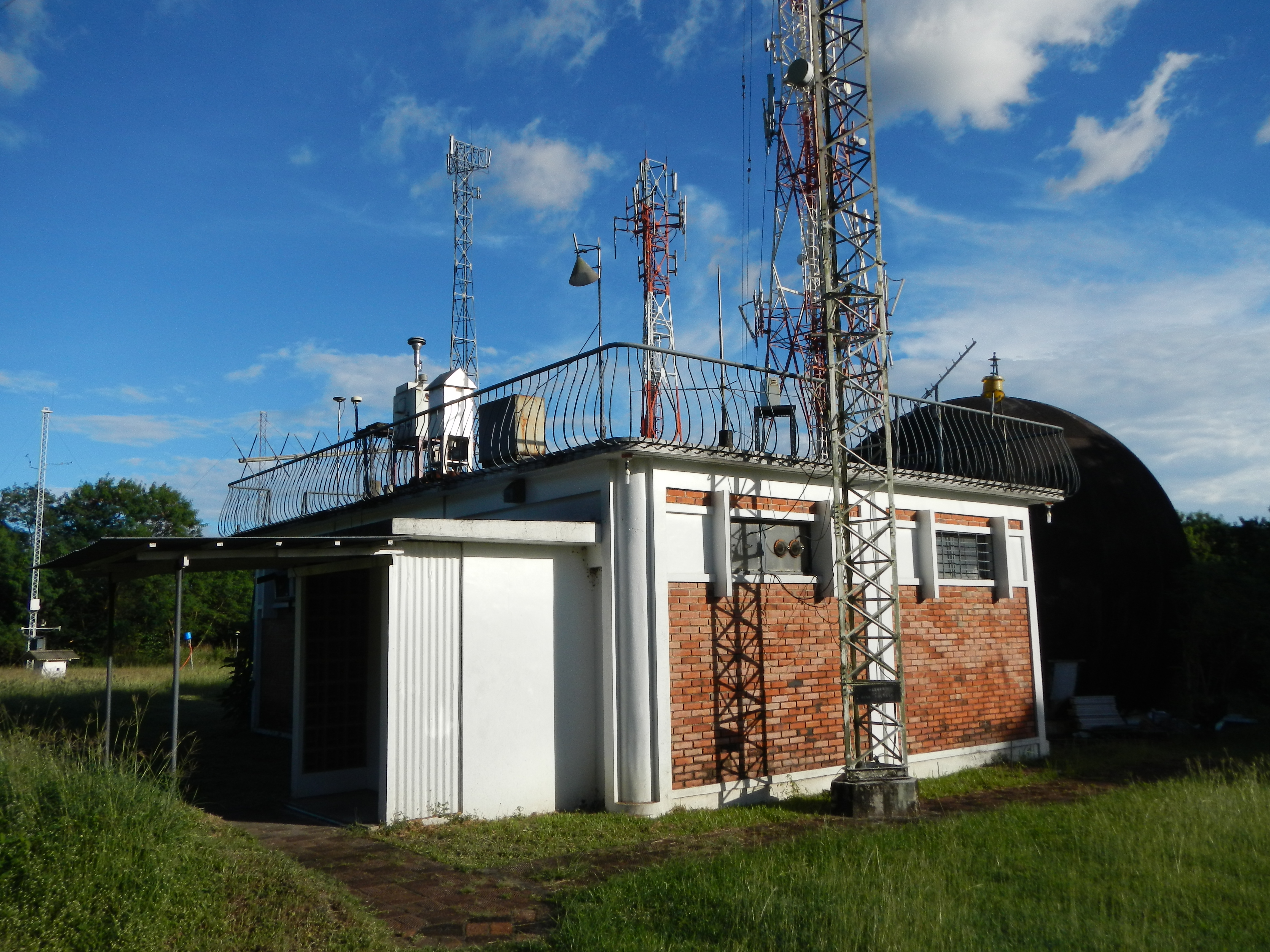
Обладнання для іонно-геомагнітних досліджень

До створення обсерваторії призвела стаття, опублікована в журналі Diario de Manila єзуїтом отцем Хайме Нонеллом. У статті описані спостереження єзуїта отця Франсіско Коліни за тайфуном у вересні 1865 року.
Обсерваторію заснував і очолив єзуїтський священник Федеріко Фаура. У 1879 році він почав видавати попередження про тайфуни, а наступного року – спостереження за землетрусами. У 1884 році уряд Іспанії визнав обсерваторію офіційною установою для прогнозування погоди на Філіппінах. Обсерваторія почала працювати як служба часу в 1885 році, проводити сейсмологічні спостереження в 1887 році та астрономічні в 1899 році.
Американський колоніальний уряд в 1901 році створив тут Філіппінське метеорологічне бюро, яке займалося метеорологією, астрономією та геомагнетизмом. Роботу бюро перервала Друга світова війна. Під час битви за Манілу всі інструменти та важливі документи бюро були знищені, і воно припинило роботу. На його місці було створено Філіппінське управління атмосферних, геофізичних і астрономічних служб.
Обсерваторія відновила роботу в 1951 році в Багіо, головним чином для досліджень сейсмології та іоносфери. У 1963 році її було переведено до кампусу Лойола-Хайтс Університету Атенео де Маніла, де вона дотепер продовжує свої дослідження сейсмології, геомагнетизму та радіофізики.